# Mycetophila parata
Mycetophila parata är en tvåvingeart som beskrevs av Zaitzev 1998. Mycetophila parata ingår i släktet Mycetophila och familjen svampmyggor. Inga underarter finns listade i Catalogue of Life.